# Бальцер, Вильгельм Эдуард
Вильгельм Эдуард Бальцер (нем. Wilhelm Eduard Baltzer; 1814 — 1887) — немецкий религиозный и общественный деятель, известный представитель свободной общины в Нордхаузене и активист вегетарианского движения.

## Биография
Родился 24 октября 1814 в деревне Гогенлейне, в мерзебургском округе, с 1834 года занимался в Лейпциге и с 1836 года в Галле изучением философских, богословских и математических наук, в 1818 году приглашен занять место диакона и госпитального проповедника в Деличе, где деятельность его продолжалась шесть лет. К этому времени относится начало борьбы из-за принудительного принятия требника, которая повела к учреждению свободных общин. Бальцер принимал в этом деле живое участие, и 6 января 1847 года основал в Нордгаузене свободную общину, после того, как не было утверждено его избрание в приходские священники местной церкви св. Николая. Бальцер был затем членом франкфуртского парламента и в 1848 году избран депутатом от нордгаузенского округа в прусское национальное собрание, где принадлежал к партии Вальдека. С тех пор он жил в своем нордгаузенском приходе на который имел чрезвычайно сильное влияние. К сочинениям первого периода его литературной деятельносnи принадлежат: «Das sog. Apostolische Glaubensbekenntnis» (Лейпц., 1847 г.), «Alt e und neue Weltanschauung» (4 т. Нордг., 1850—59; 2 изд. 1859—81), «Das Leben Jesu» (2 изд., Нордг. 1854), «Die neuen Fatalisten des Materialismus» (Гота, 1859). Кроме того он напечатал перевод (Нордг., 1860) и объяснение четырёх Евангелий (Нордг., 1863). В 1868 Бальцер основал в Нордгаузене «Vereinsblatt für Freunde der natürlichen Lebensweise», устав которого был утвержден в происходившем в Нордгаузене собрании членов общества, съехавшихся со всех концов Германии.
Свои вегетарианские принципы Бальцер изложил в сочинении: «Die natürliche Lebensweise» (4 т., Нордг., 1867—72; 2 изд. 1871 г.). С 1868 года он начал издавать «Vereinsblatt», который с тех пор и выходит в количестве 10 номеров ежегодно. Далее, он издал «Empedocies. Eine Studie zur Philosophie der Griechen» (Нордг., 1879 г.), «Wegetarianisches Kochbuch» (6 изд. Нордг., 1880 г.), «Gott, Welt und Mensch. Grundlinien der Religionswissenschaft in ihrer neuen Stellung und Gestaltung» (Нордг., 1863 г.) и проч. Сын его, Леонгард Фолькмар, практический врач в Нордгаузене, также принадлежит к числу вегетарианцев; он написал: «Die Nahrungsund Genussmittel des Menschen in. ihrer ehem. Zusamensetzung undphisiol. Bedeutung» (Нордг., 1874 г.), «Das Kyflh ä usergebirge ип minoral., geognost. nnd botan. Beziehung» (Нордг., 1880).